# Greg Halford
Gregory „Greg“ Halford (* 8. Dezember 1984 in Chelmsford) ist ein englischer Fußballspieler. Der vielseitige Akteur reifte zunächst beim unterklassigen Colchester United zu einem vielversprechenden Talent heran. Nach zwei gescheiterten Versuchen in der Premier League stand der „Einwurfspezialist“ und vierfache englische U-20-Nationalspieler ab der Saison 2012/13 bei einigen Vereinen aus England und Schottland unter Vertrag.

## Sportlicher Werdegang

### Der Karrierestart: Colchester United (2001–07)
Im Alter von 16 Jahren schloss sich Halford im Juli 2001 der Jugendmannschaft von Colchester United an. Ein Jahr später folgte der erste Profivertrag bei den U's sowie gegen Ende der Saison 2002/03 das erste Pflichtspiel in der drittklassigen Football League One. Nach diesem Einstand, der gegen Luton Town mit einer deftigen 0:5-Heimniederlage am 21. April 2003 ausging, gelang ihm fast ein Jahr später bei der 1:2-Heimpleite am 6. März 2004 gegen Hartlepool United das erste Tor. Die Saison 2004/05 brachte Halford letztlich den Durchbruch zum Stammspieler; er erhielt zum Ende der Spielzeit die Auszeichnung zum besten Jungspieler und wurde in die Mannschaft des Jahres der Football League One gewählt. Weiterer Höhepunkt war seine Teilnahme am Turnier von Toulon im Sommer 2005, in dem er am 4. Juni 2005 für die englische U-20-Auswahl gegen Portugal zu seinem ersten Auswahlspiel kam und zwei Tage später beim 3:0-Sieg gegen Südkorea seinen ersten Treffer für England erzielte.
Die Saison 2005/06 brachte einen weiteren großen Vereinserfolg, als Halford mit Colchester United in die zweitklassige Football League Championship aufstieg – auf diesem Level hatte der Verein zuvor in seiner gesamten Geschichte noch nicht gespielt. Halford machte sich damit endgültig auch bei Erstligavereinen einen Namen. Vor allem seine Eigenschaft als „Allzweckwaffe“, die ihn dazu befähigte auf mehreren Positionen auf ähnlich hohem Niveau zu spielen wurde zu einer besonderen Stärke. Obwohl seine bevorzugte Rolle die im rechten Mittelfeld war, ließ ihn Colchesters Trainer Geraint Williams häufiger als Rechtsverteidiger auflaufen. Zudem spielte er bei den U's im Mittelfeldzentrum und zeitweise gar als Mittelstürmer; in zuletzt genannter Rolle gelangen ihm sechs Treffer in neun Partien. Auch hatte seine besondere Fähigkeit als Einwurfspezialist großen Anteil daran, dass ein nicht unerheblicher Teil von Toren in der Aufstiegssaison aus Einwürfen resultierte – Halford gab selbst an, den Ball über die Hälfte des Spielfelds werfen zu können. Da sich einige Premier-League-Vereine an einer Verpflichtung interessiert zeigten – vor allem der Erstligaaufsteiger Sheffield United soll eine „große Offerte“ abgegeben haben – bat Halford im August 2006 um eine Transferfreigabe und äußerte offen den Wunsch, in der englischen Eliteklasse spielen zu wollen. Colchester United lehnte das Ersuchen zunächst ab, ließ sein 21-jähriges Talent dann aber in der Wintertransferphase am 30. Januar 2007 zum FC Reading ziehen. Die Ablösesumme soll dabei bei mindestens 2,25 Millionen Pfund gelegen haben; das Ende der Vertragszeit wurde auf Juni 2010 datiert.

### Der lange Weg in die Premier League (seit 2007)
Am 17. März 2007 agierte Halford erstmals für seinen neuen Verein und wurde beim 0:0 gegen den FC Portsmouth im linken Mittelfeld eingewechselt. Der erste Einsatz von Beginn an folgte am 1. April 2007 gegen Tottenham Hotspur, der mit einer 0:1-Niederlage und einem von Halford verursachten, umstrittenen Handelfmeter unglücklich verlief. Nach nur drei Einsätzen für den FC Reading unterzeichnete Halford im Sommer 2007 beim AFC Sunderland einen neuen Vierjahresvertrag. Besonders der dort verantwortliche Roy Keane hatte ein besonderes Auge auf Halford geworfen und war bereit zu dieser 3,5-Millionen-Pfund-Investition. Erleichternd kam hinzu, dass der FC Reading bereits nach kurzer Zeit die Personalie Halford als gescheitert angesehen und als zum Rest der Mannschaft unpassend bewertet hatte.
In einem Freundschaftsspiel gegen den Viertligisten FC Darlington debütierte Halford am 18. Juli 2007 für die „Black Cats“, dem knapp einen Monat später der Ligaeinstand beim 2:2 gegen Birmingham City folgte. Allerdings misslang auch der zweite Versuch bei einem Premier-League-Verein. Binnen kurzer Zeit sah Halford in Diensten des AFC Sunderland zwei Mal die rote Karte und kam bis zum Jahresende in nur acht Ligaspielen zum Zuge. Bereits im Januar 2008 erklärte Keane die Bereitschaft, Halford verkaufen zu wollen; handelseinig wurde man jedoch zuerst nur über Ausleihgeschäfte. Dabei war für den Rest der Spielzeit 2007/08 Charlton Athletic der erste Adressat und in der anschließenden Spielzeit sicherte sich Zweitligakonkurrent Sheffield United gleich für ein gesamtes Jahr den in Sunderland nicht mehr berücksichtigten Akteur.
In Sheffield stand Halford am Eröffnungsspieltag gegen Birmingham City in der Elf seines neuen Leihvereins. Er etablierte sich schnell bei den „Blades“, schoss zwei Wochen nach seinem Einstand das erste Tor beim 3:1-Auswärtssieg gegen den FC Blackpool und erreichte nach Ende der regulären Saison die Play-off-Spiele zum Aufstieg in die Premier League. Dort schoss er im Halbfinalrückspiel gegen Preston North End das einzige Tor und stand anschließend im Endspiel, das aber gegen den FC Burnley mit 0:1 verloren ging. Dennoch erfüllte sich Halfords Wunsch nach einer Premier-League-Teilnahme, da er am 3. Juli 2009 beim Aufsteiger Wolverhampton Wanderers einen Dreijahresvertrag unterschrieb und dort am 15. August 2009 bei der 0:2-Heimniederlage gegen West Ham United debütierte.
Am 11. Juli 2011 wechselte Greg Halford zum FC Portsmouth und unterzeichnete einen Dreijahresvertrag.
Nach dem Abstieg mit Portsmouth aus der Football League Championship 2011/12, unterschrieb er am 27. Juli 2012 einen Vertrag bei Nottingham Forest.